# Karl Herwarth von Bittenfeld
Karl Eberhard Herwarth von Bittenfeld (Werther, 4 settembre 1796 – Bonn, 2 settembre 1884) è stato un generale prussiano.

## Biografia
Herwarth von Bittenfeld nacque a Großwerther in Turingia, in una famiglia aristocratica che aveva dato molti ufficiali superiori all'esercito prussiano.
Entrò in fanteria, nel 2º Reggimento Guardie, nel 1811, e servì durante la guerra della Sesta coalizione (1813–15) contro la Francia napoleonica, distinguendosi nelle battaglie di Lützen (1813) e Parigi (1814). 
Durante gli anni di pace fece lentamente carriera. 
Allo scoppio della rivoluzione del 1848 a Berlino, era in servizio presso il palazzo reale, come colonnello del 1º Reggimento delle Guardie.
Generalmajor nel 1852, Generalleutnant nel 1856, ricevette i gradi di generale di fanteria, ed il comando del VII° Corpo d'Armata nel 1860.
Nella Seconda guerra dello Schleswig nel 1864, Herwarth von Bittenfeld assunse il comando dell'esercito Prussiano quando il principe Federico Carlo di Prussia divenne comandante delle forze alleate, e fu sotto il suo comando che i prussiani forzarono il passaggio delle isole Als che porterà alla vittoria sul generale Steinmann il 29 giugno, prologo alla fine della guerra che avvenne poco dopo.
Bittenfeld venne nominato comandante dell'VIII° Corpo d'armata nell'autunno. 
Il 29 giugno era anche stato decorato con l'ordine Pour le Mérite.
Allo scoppio della guerra austro-prussiana, Herwarth comandava l'Armata dell'Elba che invase il Regno di Sassonia e la Boemia, risalendo la valle del fiume Elba. Le sue truppe sconfissero gli austriaci presso Hühnerwasser e nella battaglia di Münchengrätz. Durante la decisiva battaglia di Sadowa le sue truppe formavano l'ala destra dello schieramento Prussiano ed Herwarth stesso diresse i combattimenti contro il fianco sinistro austriaco.
Tornato al comando dell'VIII° Corpo dopo la guerra, Herwarth von Bittenfeld divenne un membro del  Reichstag della Confederazione Tedesca del Nord dal 1867 fino al 1870, continuando a pianificare le difesa della Germania occidentale contro una possibile offensiva francese, fino al luglio 1870.
Nel 1870, durante la guerra franco-prussiana, Herwarth von Bittenfeld non venne impiegato sul campo, ma era responsabile della non meno importante attività, di organizzazione e spedizioni di tutti gli uomini ed i materiali necessari per i combattimenti in Francia; in seguito assunse l'incarico di controllore dei prigionieri di guerra, quando la minaccia di invasione francese era stata eliminata.
Nel 1871, il suo ottimo stato servizio, venne riconosciuto con la promozione al rango di Feldmaresciallo. Passò il resto della sua vita a Bonn, dove morì nel 1884.
Dal 1889 il 13º reggimento di Fanteria (1° Westfalia)  porta il suo nome.